# Mieczysław Kuchar
Mieczysław Marian Kuchar (ur. 11 sierpnia lub 13 października 1902 we Lwowie, zm. 13 maja 1939 w Kałuszu) – polski piłkarz, bramkarz, oficer Wojska Polskiego, działacz sportowy.

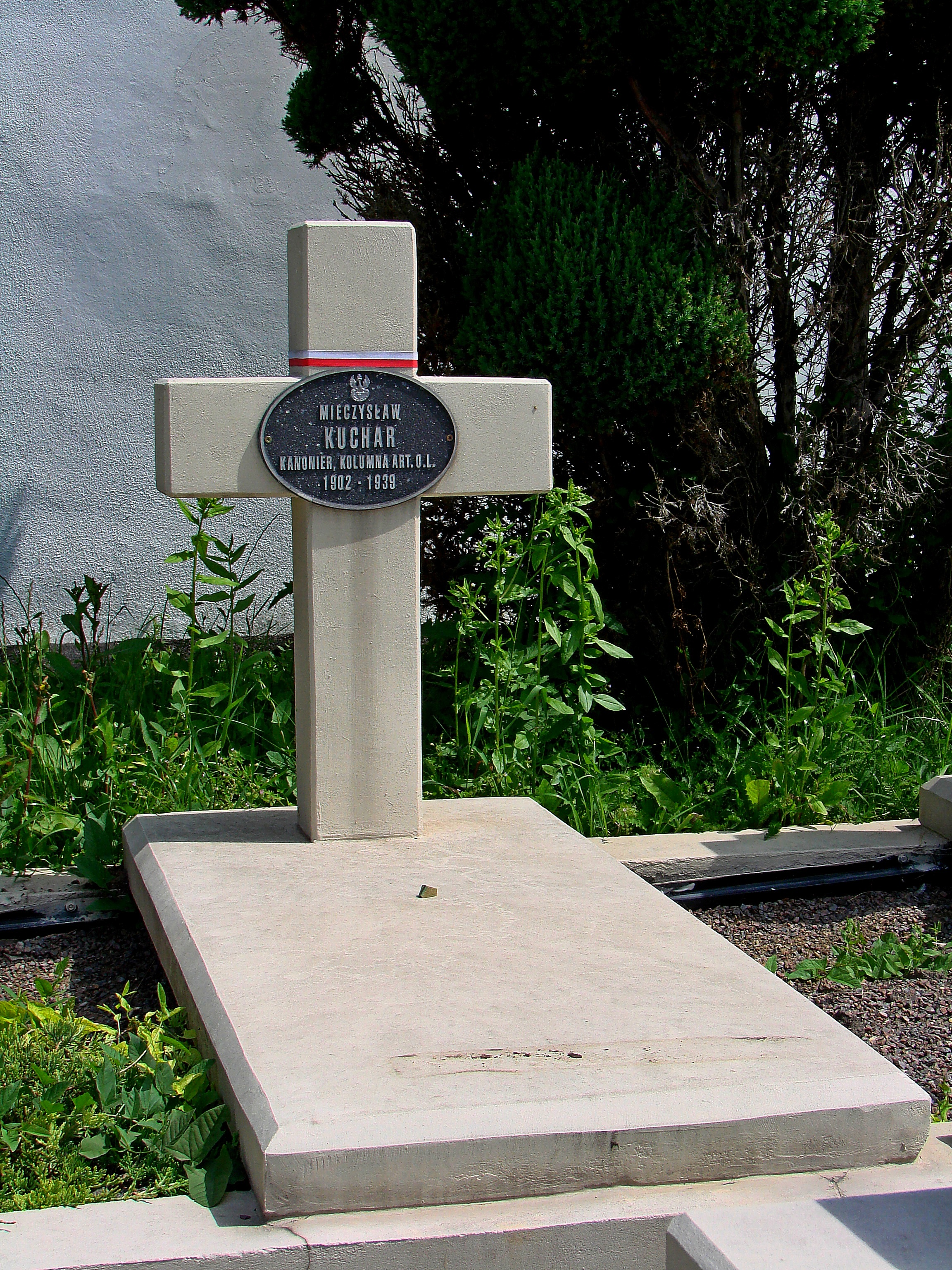
Nagrobek Mieczysława Kuchara

## Życiorys
Mieczysław Marian Kuchar urodził się 11 sierpnia lub 13 października 1902 w rodzinie pochodzenia węgierskiego jako syn Ludwika (zm. 1917) i Ludwiki z domu Drzewieckiej. Ojciec był przemysłowcem i został sponsorem klubu LKS Pogoń Lwów. Braćmi Władysława Kuchara byli również wszechstronni sportowcy (związani z klubem Pogoni Lwów, w tym z sekcją piłki nożnej) i oficerowie rezerwy artylerii Wojska Polskiego: Tadeusz (1891-1966, trener i działacz sportowy, kapitan), Władysław (1895–1983, sportowiec, działacz sportowy, oficer Wojska Polskiego), Wacław (1897-1981, olimpijczyk, porucznik). Jego rodzeństwem byli również: Kazimiera (1899-1981, o mężu Chodkiewicz), Karol (1892-1960), Kinga (ur., zm. 1894), Zbigniew (1905-1945, także hokeista Pogoni).
Mieczysław Kuchar grał na pozycji bramkarza w pierwszej drużynie sekcji piłkarskiej Pogoni w latach 1918-1924. Zazwyczaj pełnił rolę rezerwowego. Rozegrał 17 spotkań o mistrzostwo Polski. Był w składzie Pogoni w mistrzowskich sezonach 1922 i 1923. Ponadto występował w reprezentacji miasta Lwowa.
U kresu I wojny światowej brał udział w obronie Lwowa w trakcie wojny polsko-ukraińskiej. W Wojsku Polskim został mianowanym na stopień podporucznika rezerwy artylerii ze starszeństwem z 1 lipca 1925. W 1934 był oficerem rezerwy 5 pułku artylerii lekkiej ze Lwowa pozostawał wówczas w ewidencji Powiatowej Komendy Uzupełnień Kałusz Miasto.
Ze Lwowa przeniósł się do Kałusza i tam był organizatorem życia sportowego w tym mieście. Zawodowo pracował jako urzędnik miejscowego TESP (Towarzystwo Eksploatacji Soli Potasowych).
Był żonaty, miał syna (ur. ok. 1932). Zmarł po długiej chorobie (gruźlica) 13 maja 1939 w Kałuszu. Został pochowany na Cmentarzu Obrońców Lwowa 16 maja 1939.

## Odznaczenia
- Medal Niepodległości (19 grudnia 1933, za pracę w dziele odzyskania niepodległości)[9]
- Krzyż Obrony Lwowa[7]
- Odznaka Honorowa „Orlęta”[7]